# Дом-музей В. И. Ленина (Уфа)
Дом-музей В. И. Ленина в Уфе, находится на улице Достоевского в Кировском районе города.

## История
В. И. Ленин посетил Уфу дважды — в феврале и июне 1900 года. Во время второго приезда, его жена Н. К. Крупская сняла в Уфе дом с мезонином на углу улиц Жандармской (ныне — Крупской) и Тюремной (ныне — Достоевского), где Ленин прожил почти три недели.
В честь этого пребывания Ленина в Уфе было решено организовать музей. Для этих целей был выбран двухэтажный дом, находившийся рядом с домом, в котором жил Ленин. Архитектором проекта был  Г. Адамович. Проект был готов в апреле 1938 года. Работы проводились в 1938–1941 годах под наблюдением Н. К. Крупской. Была воссоздана обстановка того времени, а по настоянию Крупской здесь же была устроена выставка, показывающая жизнь и революционную деятельность Ленина.
Дом-музей открылся 21 января 1941 года. Через три месяца число посетителей превысило 12 тысяч человек, а всего за время функционирования музея его посетило более четырех миллионов человек из 87 государств. Первым директором музея был Ш. Ханафин. Более сорока лет с 1943 года музей возглавляла Хаят Ахметова.
В доме-музее торжественно принимали в пионеры и комсомол.

## Галерея

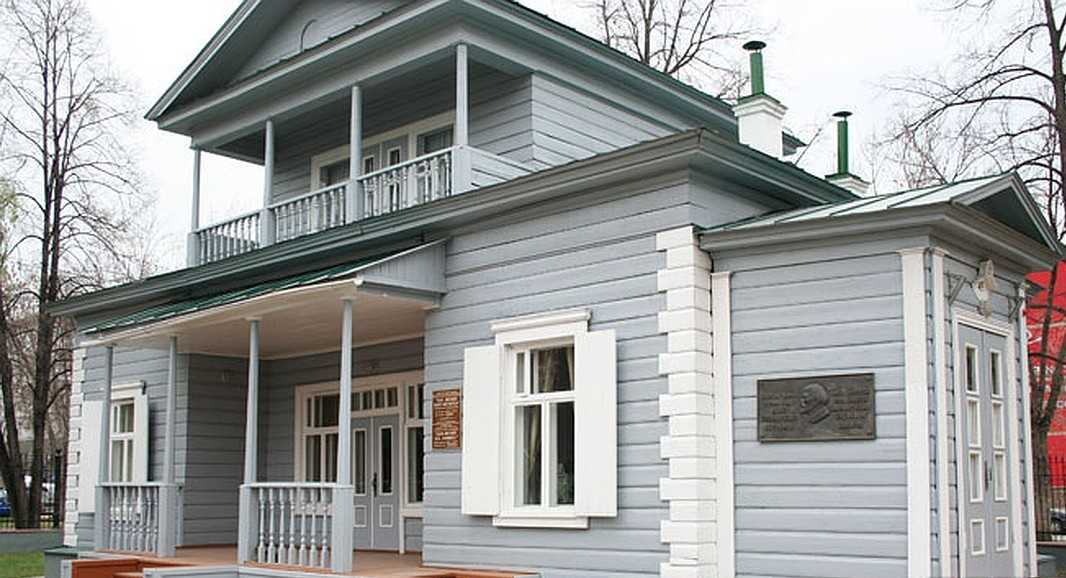
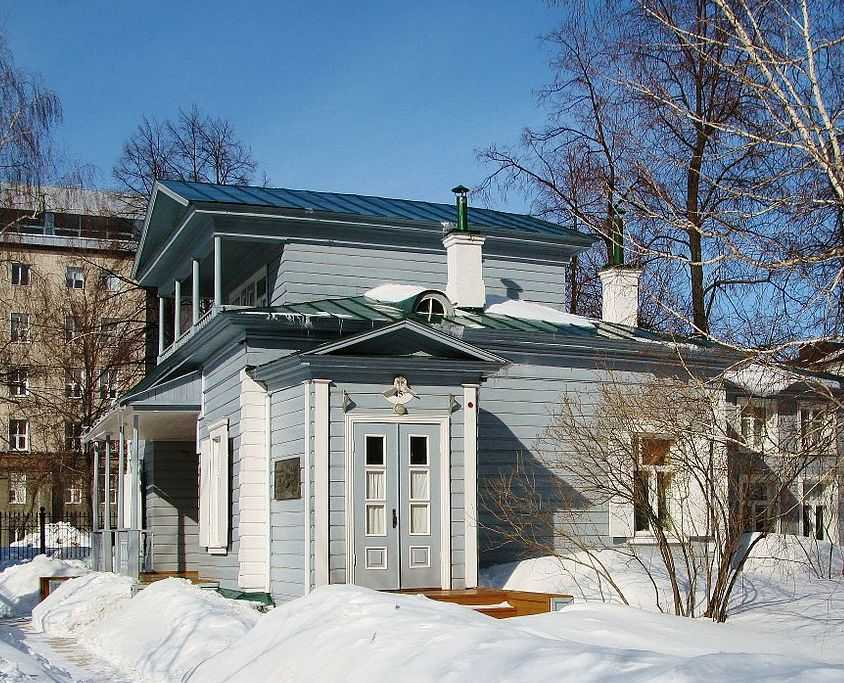
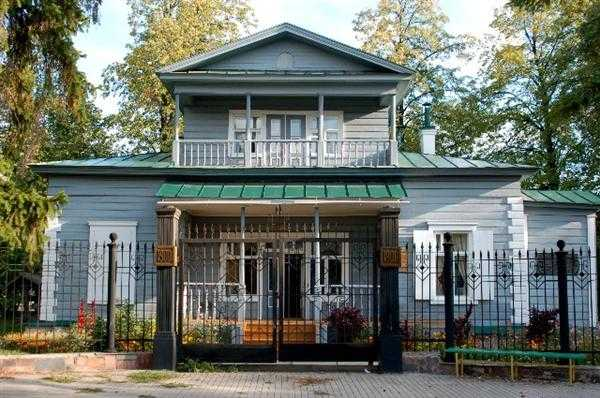

Дом-музей Владимира Ильича Ленина